# Aníbal Matellán
Aníbal Samuel Matellán (ur. 8 maja 1977 w General Villegas) – argentyński piłkarz pochodzenia hiszpańskiego występujący najczęściej na pozycji środkowego obrońcy, obecnie zawodnik meksykańskiego San Luis.

## Kariera klubowa
Matellán jest wychowankiem skromnego klubu Eclipse General Villegas z siedzibą w jego rodzinnym mieście, ale profesjonalną karierę piłkarską rozpoczynał w wieku 19 lat w słynnym stołecznym Boca Juniors. W argentyńskiej Primera División zadebiutował 6 grudnia 1996 w wygranym 4:1 spotkaniu z Platense. Barwy Boca reprezentował z powodzeniem przez następne pięć lat, występując w kilkunastu międzynarodowych rozgrywkach i regularnie grając w lidze argentyńskiej. Wywalczył z drużyną wiele trofeów, takich jak trzykrotnie mistrzostwo kraju (Apertura 1998, Clausura 1999 i Apertura 2000), dwa razy Copa Libertadores (2000 i 2001), czy Puchar Interkontynentalny (2000). Podczas pierwszego pobytu w drużynie z siedzibą w Buenos Aires rozegrał 76 ligowe mecze, w których jeden raz wpisał się na listę strzelców.
Latem 2001 Matellán został zakupiony za sumę 4,8 miliona euro przez wicemistrza Niemiec, Schalke 04 Gelsenkirchen. Pierwszy mecz w Bundeslidze rozegrał 22 września 2001 z Freiburgiem, przegrany ostatecznie 0:2. W swoim debiutanckim sezonie wywalczył z drużyną Puchar Niemiec, wziął także udział w Lidze Mistrzów UEFA, odpadając już po fazie grupowej. W 2003 roku triumfował z drużyną w rozgrywkach Pucharu Intertoto. Pierwszego i jedynego zarazem gola w Niemczech strzelił 25 października 2003 w zremisowanym 2:2 meczu ligowym z Hamburger SV. W ciągu trzyletniego pobytu w Schalke Argentyńczyk rozegrał 43 mecze ligowe.
W letnim okienku transferowym 2004 Matellán jako wolny zawodnik zasilił swoją macierzystą drużynę, Boca Juniors, gdzie trapiony kontuzjami zdołał w ciągu roku rozegrać jedynie 15 meczów w lidze argentyńskiej. Triumfował z Boca w rozgrywkach Copa Sudamericana 2004. Po upływie roku został ściągnięty przez szkoleniowca Bernda Schustera do hiszpańskiego pierwszoligowca Getafe CF. Spędził tam rozgrywki 2005/2006, po czym odszedł do nowego beniaminka Primera División, Gimnásticu de Tarragona. Po nieudanym sezonie 2006/2007 spadł z Gimnàstikiem do Segunda División.
Latem 2007 Matellán powrócił do ojczyzny, podpisując umowę z Arsenal de Sarandí. Szybko wywalczył sobie miejsce w wyjściowej jedenastce Arsenalu, którego piłkarzem był przez okres trzech lat. W 2007 roku zwyciężył ze swoją drużyną w Copa Sudamericana (strzelił bramkę w pierwszym meczu finałowym z meksykańską Américą, wygranym ostatecznie 3:2), natomiast rok później w towarzyskim turnieju w Japonii, Suruga Bank.
Przed sezonem Apertura 2010 33-letni Matellán został oficjalnie zaprezentowany jako nowy nabytek meksykańskiego pierwszoligowca, San Luis FC. Pół roku później trener Ignacio Ambríz mianował go nowym kapitanem zespołu.
| Sezon     | Klub                   | Kraj      | Rozgrywki        | Mecze | Bramki |
| --------- | ---------------------- | --------- | ---------------- | ----- | ------ |
| 1996/1997 | Boca Juniors           | Argentyna | Primera División | 21    | 0      |
| 1997/1998 | Boca Juniors           | Argentyna | Primera División | 6     | 0      |
| 1998/1999 | Boca Juniors           | Argentyna | Primera División | 14    | 0      |
| 1999/2000 | Boca Juniors           | Argentyna | Primera División | 16    | 1      |
| 2000/2001 | Boca Juniors           | Argentyna | Primera División | 28    | 0      |
| 2001/2002 | FC Schalke 04          | Niemcy    | Bundesliga       | 13    | 0      |
| 2002/2003 | FC Schalke 04          | Niemcy    | Bundesliga       | 20    | 0      |
| 2003/2004 | FC Schalke 04          | Niemcy    | Bundesliga       | 10    | 1      |
| 2004/2005 | Boca Juniors           | Argentyna | Primera División | 15    | 0      |
| 2005/2006 | Getafe CF              | Hiszpania | Primera División | 22    | 0      |
| 2006/2007 | Gimnàstic de Tarragona | Hiszpania | Primera División | 26    | 0      |
| 2007/2008 | Arsenal de Sarandí     | Argentyna | Primera División | 29    | 2      |
| 2008/2009 | Arsenal de Sarandí     | Argentyna | Primera División | 32    | 2      |
| 2009/2010 | Arsenal de Sarandí     | Argentyna | Primera División | 25    | 0      |
| 2010/2011 | San Luis FC            | Meksyk    | Primera División | 32    | 3      |
| 2011/2012 | San Luis FC            | Meksyk    | Primera División |       |        |